# Nassau Bay
Nassau Bay ist eine Stadt im Harris County im US-Bundesstaat Texas in den Vereinigten Staaten. Das U.S. Census Bureau hat bei der Volkszählung 2020 eine Einwohnerzahl von 5347 ermittelt.

## Geographie
Die Stadt liegt im Südosten von Texas, etwa 35 km südöstlich von Houston und 7 km westlich der Galveston Bay am Clear Lake. Sie ist in südöstlicher Richtung etwa 40 km vom Golf von Mexiko entfernt und hat eine Gesamtfläche von 4,4 km², wovon 1,0 km² Wasserfläche ist.

## Demographische Daten
Nach der Volkszählung im Jahr 2000 lebten hier 4.170 Menschen in 2.049 Haushalten und 1.213 Familien. Die Bevölkerungsdichte betrug 1.210,6 Einwohner pro km². Ethnisch betrachtet setzte sich die Bevölkerung zusammen aus 89,64 % weißer Bevölkerung, 1,87 % Afroamerikanern, 0,50 % amerikanischen Ureinwohnern, 3,91 % Asiaten, 0,17 % Bewohnern aus dem pazifischen Inselraum und 1,68 % aus anderen ethnischen Gruppen. Etwa 2,23 % waren gemischter Abstammung und 6,28 % der Bevölkerung waren spanischer oder lateinamerikanischer Abstammung.
Von den 2.049 Haushalten hatten 17,5 % Kinder unter 18 Jahre, die im Haushalt lebten. 49,5 % davon waren verheiratete, zusammenlebende Paare. 7,0 % waren allein erziehende Mütter und 40,8 % waren keine Familien. 35,0 % aller Haushalte waren Singlehaushalte und in 9,9 % lebten Menschen, die 65 Jahre oder älter waren. Die Durchschnittshaushaltsgröße betrug 2,04 und die durchschnittliche Größe einer Familie belief sich auf 2,59 Personen.
15,3 % der Bevölkerung waren unter 18 Jahre alt, 6,8 % von 18 bis 24, 25,4 % von 25 bis 44, 34,4 % von 45 bis 64, und 18,1 % die 65 Jahre oder älter waren. Das Durchschnittsalter war 47 Jahre. Auf 100 weibliche Personen aller Altersgruppen kamen 97,3 männliche Personen. Auf 100 Frauen im Alter von 18 Jahren und darüber kamen 97,3 Männer.
Das jährliche Durchschnittseinkommen eines Haushalts betrug 57.353 USD, das Durchschnittseinkommen einer Familie 77.252 USD. Männer hatten ein Durchschnittseinkommen von 52.295 USD gegenüber den Frauen mit 38.819 USD. Das Prokopfeinkommen betrug 39.113 USD. 4,5 % der Bevölkerung und 3,0 % der Familien lebten unterhalb der Armutsgrenze. Davon waren 6,3 % Kinder und Jugendliche unter 18 Jahren und 4,8 % waren 65 oder älter.